# Izhar Cohen

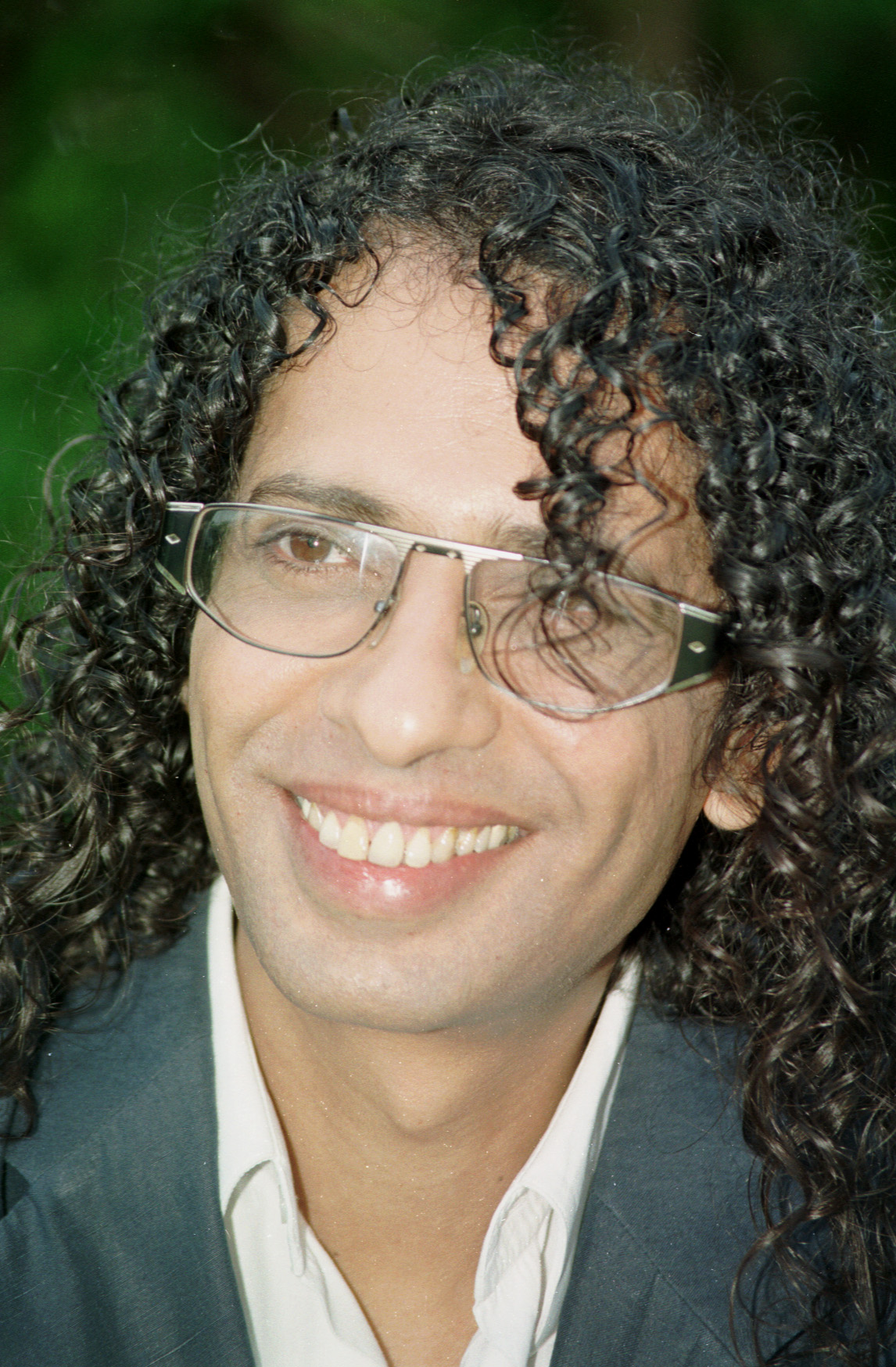
Izhar Cohen in 1995

Izhar Cohen (Hebreeuws: יזהר כהן) (Givatayim, 13 maart 1951) is een Israëlisch zanger en theateracteur.

## Loopbaan
Cohen komt uit een muzikale familie van Joods-Jemenitische afkomst. Zijn vader ("De grote Suleiman") was reeds een bekend zanger en zijn broer Chofni is een bekende oriëntaalse zanger in Israël. Izhar Cohen groeide op in Tel Aviv en deed zijn legerdienst in een band van de Nachal, waar hij vaak vocaal solist was. Na zijn legerdienst acteerde hij in het theater van Haifa.
Zijn grote doorbraak kwam in 1978, toen hij als vertegenwoordiger van Israël het Eurovisiesongfestival won, samen met de groep The Alphabeta. Het winnende lied "A-ba-ni-bi". De titel van het liedje is het Hebreeuwse woord "ani" ("ik") in de kindercode "B-taal" (het refrein is "ani ohev otach" verkleed als "abanibi obohebev obatabach" of in het Nederlands "ik hou van jou" verkleed als "ibik houbou vaban joubou").
Na zijn internationale succes leed hij enige tijd aan depressie.
Cohen vertegenwoordigde Israël opnieuw in het songfestival van 1985 met het liedje "Ole ole". Ditmaal werd hij vocaal begeleid met door een naamloze groep van vocalisten, waaronder Chaim Cohen die later onder de naam Adam een jeugdidool zou worden. Ole ole betekent in het Hebreeuws "omhoog omhoog", maar heeft ook een internationale klank. Het liedje eindigde op de vijfde plaats.
Als een echte Eurovisie-artiest probeerde Cohen zich nog twee keer te plaatsen in de Kdam Eurovision, in 1982 (7e plaats) en 1987 (5e plaats). In 1987 zong hij een duet met zijn zus, de zangeres Vardina Cohen.
Izhar Cohen zet zich in voor de rechten van de lgbt-gemeenschap in Israël.

## Discografie

### Singles
| Single met eventuele hitnotering(en) in de Nederlandse Top 40 | Datum van verschijnen | Datum van binnenkomst | Hoogste positie | Aantal weken | Opmerkingen                     |
| ------------------------------------------------------------- | --------------------- | --------------------- | --------------- | ------------ | ------------------------------- |
| A ba ni bi                                                    | 1978                  | 13-5-1978             | 12              | 6            | met The Alphabeta / Alarmschijf |